# 吳祺祥
吳祺祥（？—？），上海人，足球運動員。1930、40年代活躍於上海足壇，位置以中後場為主，後亦參與港甲賽事。

## 生平
曾效力於香港甲組足球聯賽球會九華、星島、光華、傑志等球隊。他也曾代表中華民國參加1954年亞洲運動會，協助獲得男子足球金牌。